# Jonathon Williams
Jonathon Williams (* 16. April 1990) ist ein ehemaliger US-amerikanischer Basketballspieler.

## Laufbahn
Williams wuchs in Richmond im US-Bundesstaat Kalifornien auf und spielte zwischen 2009 und 2011 am City College of San Francisco, wo dereinst bereits sein Vater Dennis Basketball spielte. Von 2011 bis 2013 gehörte Williams zu den Leistungsträgern des Wagner College im Bundesstaat New York. In insgesamt 57 Partien für die Mannschaft erzielte er im Schnitt 14,5 Punkte sowie 5,6 Rebounds.
In seinem ersten Jahr nach dem Hochschulabschluss musste er aufgrund einer Schulterverletzung pausieren und unterschrieb 2014 dann beim deutschen Drittligisten SC Itzehoe (2. Bundesliga ProB) seinen ersten Vertrag in Europa. Dank seiner guten Leistungen im Itzehoer Trikot (Punkteschnitt: 20,8, Reboundschnitt: 7,0) weckte er das Interesse der Hamburg Towers aus der zweitklassigen 2. Bundesliga ProA und verbrachte dort die Spielzeit 2015/16. Für die Hanseaten erzielte er in 31 ProA-Einsätzen Mittelwerte von 12,7 Punkten sowie 5,5 Rebounds je Spiel.
Nach einer Saison in Hamburg wechselte Williams innerhalb der 2. Bundesliga ProA zum VfL Kirchheim und schlüpfte auch dort zügig in die Rolle des Führungsspielers. Mit einem Punkteschnitt von 18,4 pro Begegnung führte er in der Saison 2016/17 die Korbjägerliste der ProA an, Ende Mai 2017 gaben die Hamburg Towers Williams’ Rückkehr bekannt. Er schloss das Spieljahr 2017/18 mit einem Punkteschnitt von 16,4 je Begegnung und somit als bester Korbschütze der Hanseaten ab.
Während der Sommerpause 2018 wechselte Williams zum niederländischen Erstligisten New Heroes Den Bosch. Dort blieb er ein Spieljahr. Im Februar 2021 kehrte er nach Den Bosch zurück. Auch für seinen nächsten Arbeitgeber, den deutschen Zweitligisten Kirchheim, hatte er schon in der Vergangenheit gespielt. 2022 beendete Williams seine Laufbahn.